# マエス・ティティアノス

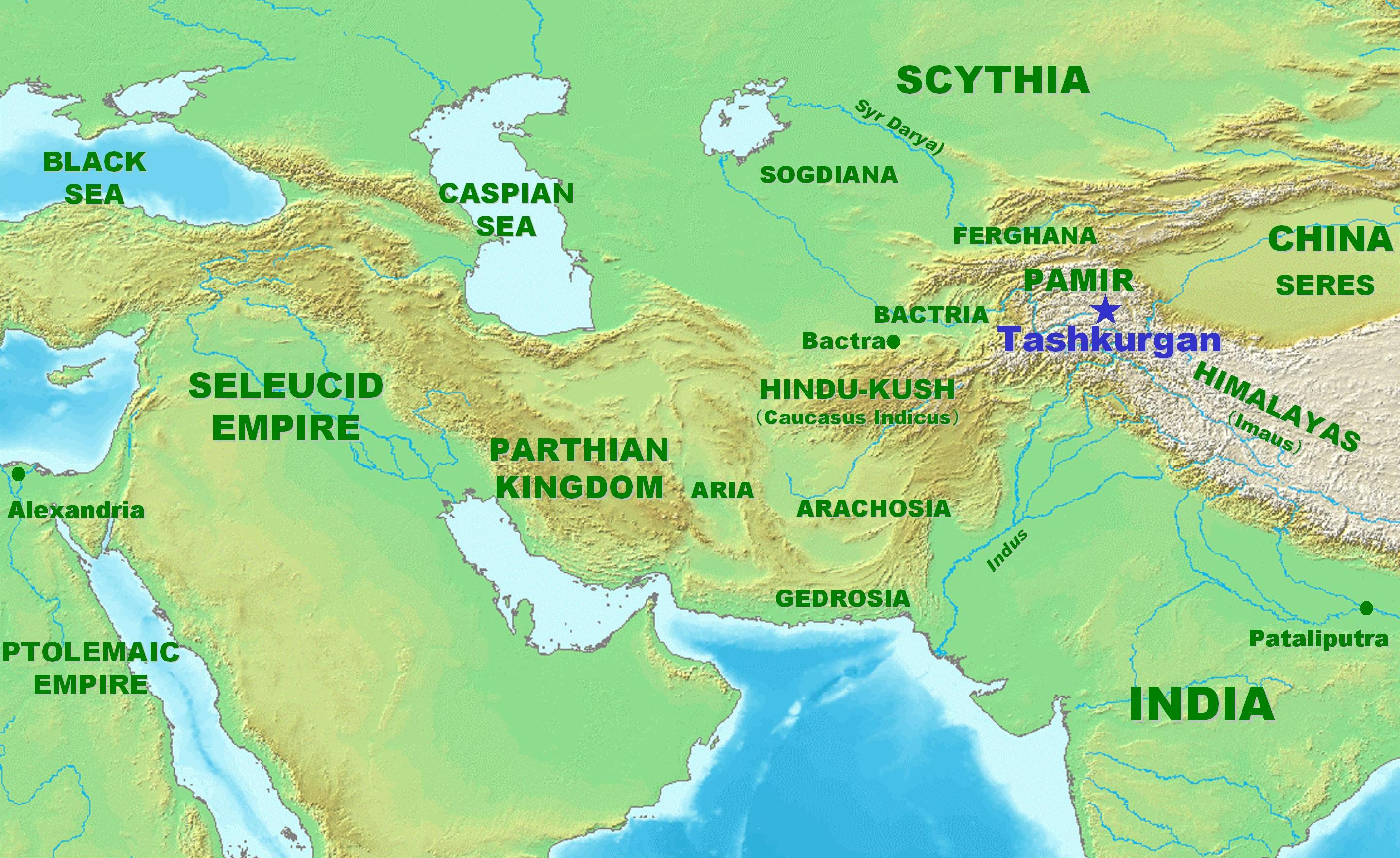
紀元前2世紀ごろの東方世界とパミール高原のオアシスタシュクルガンの位置。

マエス又の名をティティアノス（ギリシア語: Μάης ὁ καὶ Τιτιανός, ἀνὴρ Μακεδών, ラテン語: Maës qui et Titianus, vir Macedo, 英語: Maës od. Titianus ）は、東地中海世界からシルクロードを辿りパミール高原を超えて東トルキスタンまで絹の買い付けに行き、また、その道のりを記録して地中海世界に伝えた人物と推定される古代の商人である。「マケドニア生まれ」とされる。

## プトレマイオスの記載

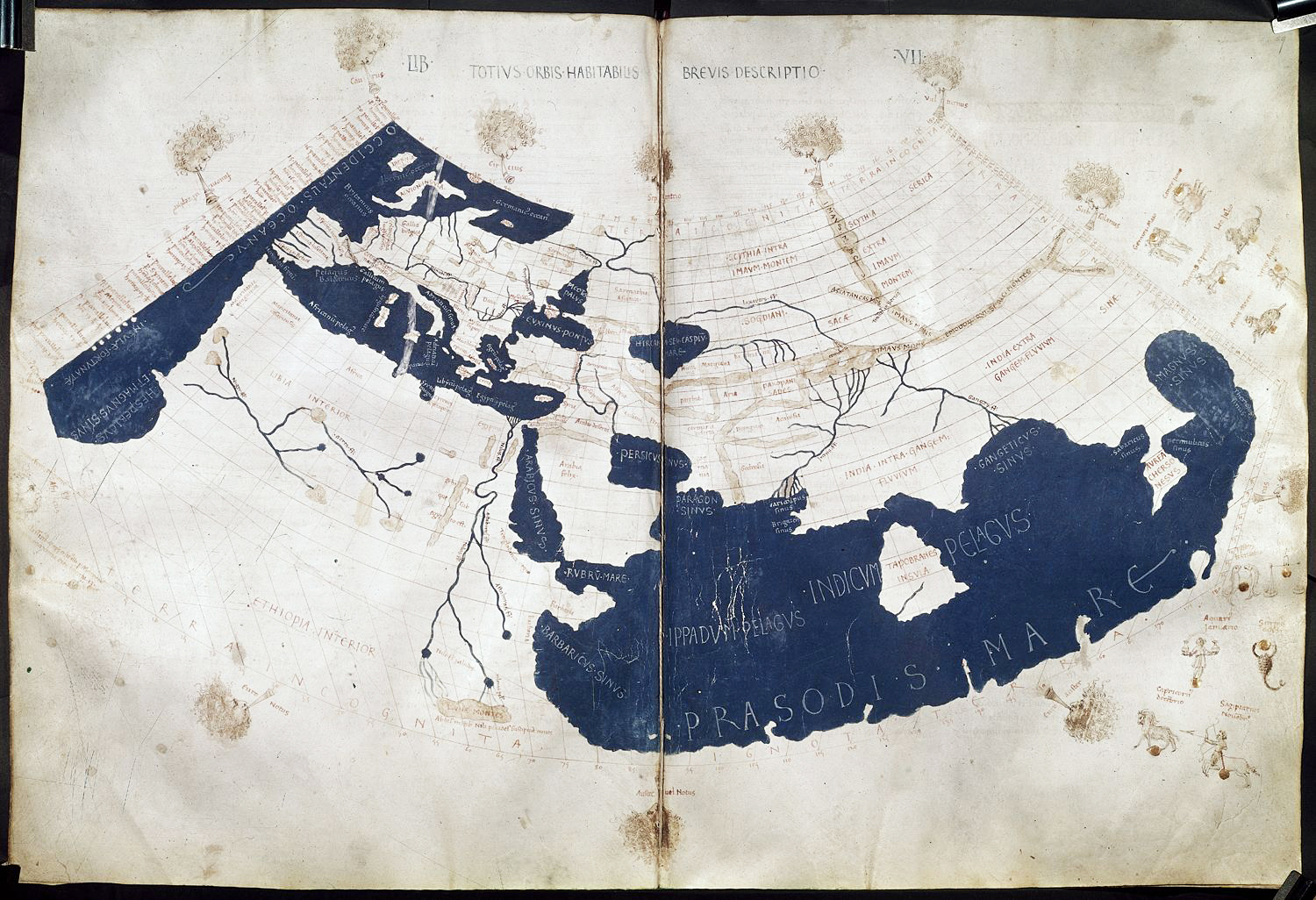
プトレマイオスの地図（150年ころ）、15世紀の複製品

紀元2世紀アレクサンドリアの学者、クラウディオス・プトレマイオス（トレミー）の著書『地理学』には第1巻第11章に次のような言及があり、これがマエスについて現代のわれわれが知りうる一次情報のすべてである。
それにまた，商業活動を通じてこの道（引用注：シルクロード）が知られるようになったという事情もある。たとえば，親の代からの商人であるマエス，別名ティティアノスというマケドニア人がこの（引用注：石塔までの）路程を記録したと言われているが，セレス人の地に自ら赴いたわけではなく，配下の者を派遣したとされているのである。—中務哲郎訳『プトレマイオス地理学』第1巻第11章第5-6節
クラウディオス・プトレマイオスが引用するテュロスのマリノスによると、マエスは「エウフラテスの渡し場」を超えてシルクロードをたどって「石塔（Λιθίνου Πύργου）」へ至り、また、配下の者を「セレス人の地」へ派遣したという。
『地理学』は、人間の住む世界（オイクーメネー）の自然や町の位置を緯度と経度で図表に描き出すことを目的としているが、その地理情報の多くを、この分野の先駆者であったテュロスのマリノスの著作及び蒐集した地理情報に依拠している。
その中でも、ユーフラテス川を渡って以東の町の名前やそこへ至るまでの里程については、マエスからマリノスにもたらされた報告に基づいている。
しかしながら、マリノスの著作が現在では失われてしまったので、マエスの詳細な人物伝については伝わっていない。
なお、上記引用のプトレマイオスによるマエスについての言及は、マリノスが導き出したオイクーメネーの東西方向の広さが縮小されなければならないという文脈でなされている。
マリノスが算出した距離は、マエスのような実際には自分で行っていない商人が報告した行程に基づくものであるから、というのがその理由である。
プトレマイオスは特に石塔以東の経度の広がりについては、石塔からセレス人の地の首府への7ヶ月行程36,200スタディオンの距離の報告が、7ヶ月の間記録し語り継ぐに値するものが何もなかったとすること自体をもって大法螺であろうと説く。

## 葱嶺通過路、石塔、ホルメーテーリオンの比定

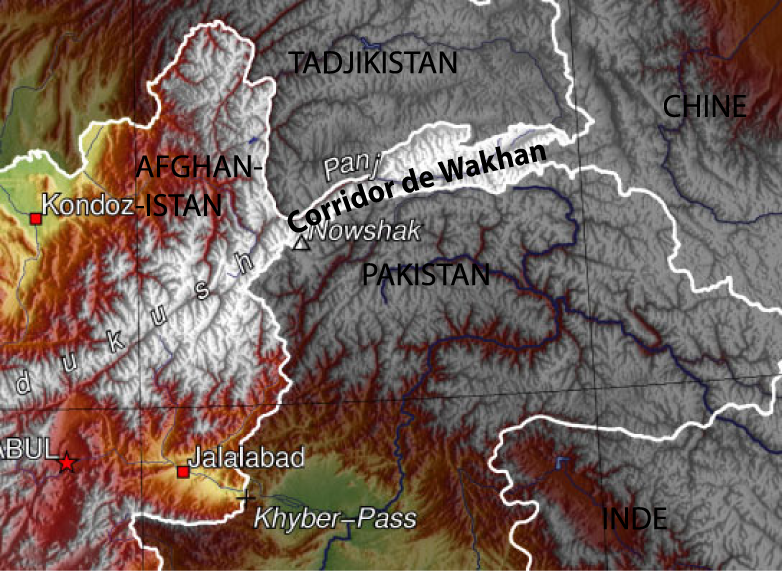
ワハーン回廊

「石塔」はプトレマイオスとほぼ同時代のプリニウスの著作にも記載があり、当時の東西交易路上の要衝であったことがうかがわれる。しかしながら、プトレマイオスほか、西ユーラシア側の資料の記載は曖昧で茫漠としており、葱嶺通過路、石塔、ホルメーテーリオンが現在の地名ではどこにあたるのかが長らく不明であった。
「セレス人の地（絹の国、セリカ）」が中国であり、そこへ至るために越えなければならない大山脈である「イマオン山脈」がパミール高原であることは明らかであるが、マエスら商人たちが辿ったパミール高原越えの通路の詳細が不明であった。このルートは、バクトリア（大夏）の首都バクトラ（バルフ）から、コメダイ族の谷に沿って山地を登ってゆくと「石塔」に達し、ここからイマオン山脈を越えれば「出発点」を意味するホルメーテーリオンに着き、さらに東のセレス人の地に向かう出発点となるというものである。地名比定については、諸説あるが、大別して二説となる。
まず、リヒトホーフェンやオーレル・スタインらは、バルフを出立後アムダリヤ川を超えて北へ向かう渓谷沿いのルートを主張した。
この場合、石塔はアライ渓谷中のダラウトクルガンという隊商宿にあたり、ホルメーテーリオンはアライ渓谷上流のイルケシュタムかカシュガルに比定される。
これに対し、白鳥庫吉はバルフを出立後東へ向かい、クンドゥーズを過ぎ、アムダリヤ川上流のワハーン渓谷に沿って遡行し、サリコールの鞍部を越えてタリム盆地へ向かうルートを提唱した。
織田(1986)によると、この場合、石塔はトルコ語で「山城」を意味するタシュクルガンと考えられ、ホルメーテーリオンはカシュガルかヤルカンドに比定されると述べているが、白鳥(1940)は玄奘『西域記』の記述などに基づいて、タシュクルガンとヤルカンドを結ぶ交易路上にあったとする。
白鳥説は外国語への翻訳がなく、あまり知られていない。日本以外では、リヒトホーフェン説が信じられている。なお、後述のCary (1956)は葱嶺通過路について特に言及せず石塔がパミール高原中のどこかにあると言うのみである。

## マエスの交易旅行が行われた時期の特定
マエスが冒険旅行を成し遂げ、ユーフラテス川以東の情報を地中海世界へもたらした時期についても、諸説ある。
通説では、マエスをマリノスと同時代人とする。
散佚したマリノスの著書はトラヤヌス帝に関連する名称への言及は豊富だがハドリアヌス帝に関するものがないため、紀元107年から114年の間に書かれたものと推定される。
しかし、ロンドン大学教授のマックス・ケアリは、マエスの率いる隊商がローマとパルティアの断続的な抗争の合間を縫ってタシュクルガンへ行ったであろうことに鑑みると紀元前1世紀の終わり頃ではないかとした。ケアリは、交易品を通過させる中間者を支配するか取り除くかして、絹糸の輸入を確立することに冒険の目的があったなどとする説から離れて、マエスの旅がなされうる時期を考察した。パルティア人はそのような中間者の中でも最も当てにできない者たちであった。
交易路の東端であるタシュクルガンは当時中国が支配を目論む西の果ての地だったが、紀元50年頃に遊牧系のクシャーナ朝の侵攻を受けた。
しかし75年頃に状況が改善し、クシャーナ朝の侵入が一時的に止まった。
したがって、マエスの旅がなされた時期は50年以前か75年以降と考えられる。
一方で交易路の西端では117年にパルティアがトラヤヌス帝との争いを終結させ、彼らの協力が可能になったが、マリノスが東方の情報を得て本に著すまでの時間を考慮すると遅すぎる。
パルティアとネロ帝との争いが終息するのが65年であるが、この場合、クシャーナ朝の侵入がまさに行われていた時期である。
ケアリは、このように論じた上で、パルティアがアウグストゥスとの間で講和がなされた紀元前20年以降を提示した。
プトレマイオスはマエスが「マケドニア人」であると記しているが、「マエス」という名前が全くギリシア人風でなくむしろセム語風であることから、マエスはセレウコス朝シリアかローマ属州としてのシリアにおけるマケドニア文化の中で育ったセム系の人物であったと推定される。
また、紀元150-210年のイタリアとシチリアには、マエシー＝ティティアニー（Maesii Titianii）という家族の記録が残っており、ケアリは、紀元前13年頃からシリア属州の総督になったマルクス・ティティウスが、パルティアの王子たちに自ら教育を施してローマに帰化させていることから、東方への冒険を後援した可能性があると指摘した。

## 補遺
マエスは、古代地中海世界を出発してシルクロードをたどり、最も東まで旅した人物としてしばしば言及される人物である。
しかしながら、いにしえの時代、名も無きギリシア人がシルクロードが成立する以前からさらに東へ到達していた可能性はある。
地中海ではなく東方世界を出発点とした事例としては、例えば、グレコ・バクトリア王国やインド・グリーク朝の例がある。
ストラボンは、「彼ら（ギリシア系バクトリア人）は、彼らの帝国をセリカ人やプリュナイ人の土地にまで広げた」と記している（Strabo XI.XI.I）。
ここには、アレクサンドロス大王が建設した「最果てのアレクサンドリア」からギリシア系バクトリア人が探検を行い、紀元前220年頃の地中海世界と中国との間の最初の接触のきっかけとなったことが示唆されている。
また、インドにおいてもインド・グリーク朝のメナンドロス1世（ミリンダ王）が軍を率いてパータリプトラまで征服しており、古代ギリシア人による東方侵略の中で最も東まで行ったと考えられる。